# 3304 Pearce
3304 Pearce је астероид главног астероидног појаса чија средња удаљеност од Сунца износи 3,045 астрономских јединица (АЈ).
Апсолутна магнитуда астероида је 13,2.